# Stade Joaquim Henrique Nogueira
Le Stade Joaquim Henrique Nogueira (en portugais : Estádio Joaquim Henrique Nogueira), également surnommé Nogueirão ou encore Arena do Jacaré, est un stade de football brésilien situé dans la ville de Sete Lagoas, dans l'État du Minas Gerais.
Le stade, doté de 20 000 places et inauguré en 2006, sert d'enceinte à domicile à l'équipe de football du Democrata Futebol Clube.
Le stade porte le nom de Joaquim Henrique Nogueira, un fermier qui fit don du terrain pour la construction du stade.

## Histoire
L'Arena do Jacaré (en français : Arène de l'alligator, du nom de la mascotte du club du Democrata FC) ouvre ses portes en 2006.
Il est inauguré le 28 janvier 2006 lors d'une victoire 3-0 des locaux du Democrata contre l'Atlético Mineiro (le premier but au stade étant inscrit par Paulo César, joueur du Democrata).
Le record d'affluence au stade est de 20 500 spectateurs, lors d'une victoire 1-0 du Democrata contre l'Atlético Mineiro lors du championnat du Minas Gerais 2008.
En 2010, le stade est rénové pour accueillir les matchs à domicile de l'Atlético Mineiro et du Cruzeiro, car leur stade du Mineirão est en cours de rénovation pour accueillir la Coupe du monde 2014. La même année, une autre équipe de Belo Horizonte, l'América Mineiro, joue également dans le stade alors que son stade de l'Indépendance est en cours de reconstruction.
Durant ces rénovations de 2010, la capacité est portée à 25 000 places assises, de nouveaux sièges sont installés et les espaces de stationnement, les cabines de presse et l'éclairage sont améliorés.
Le match d'inauguration après ces rénovations est une victoire 3-2 de l'Atlético Mineiro sur l'Atlético Goianiense (le premier but étant inscrit par Diego Tardelli devant 3 179 spectateurs).
En 2014, l'équipe d'Uruguay de football s'entraîne dans le stade pour préparer sa coupe du monde au Brésil.